# Elsholtzia bodinieri
Elsholtzia bodinieri là một loài thực vật có hoa trong họ Hoa môi. Loài này được Vaniot mô tả khoa học đầu tiên năm 1904.